# Arterias epiesclerales
Las arterias epiesclerales son arterias que se originan en las arterias ciliares anteriores. No presentan ramas.

## Distribución
Se distribuyen hacia el iris y los procesos ciliares.